# Neptis latifasciata
Neptis latifasciata är en fjärilsart som beskrevs av Butler 1875. Neptis latifasciata ingår i släktet Neptis och familjen praktfjärilar. Inga underarter finns listade i Catalogue of Life.